# 그리포수쿠스

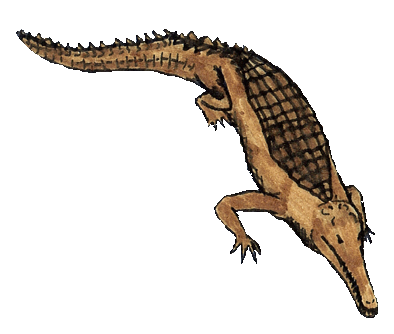

그리포수쿠스(학명:Gryposuchus jessei)는 악어목 가비알과에 속하는 악어이다. 지금은 멸종된 고대의 악어로 몸길이가 10~15m인 거대한 악어에 속한다.

## 특징
그리포수쿠스는 매우 거대하고 긴 주둥이를 가진 종으로 오늘날의 바다악어와 같이 바다에서도 살 수가 있는 종이였다. 전체적으로 울퉁불퉁한 피부와 녹색의 몸을 가진 악어로 날씬한 정수리와 형염 바를 가진 것이 특징이기도 하다. 이름의 뜻은 구부러진 코를 가진 악어라는 뜻으로 이름에 걸맞게 다른 악어에 비해 구부러진 코를 가진 것이 특징이기도 하였다. 바다와 강에서 모두 살 수가 있었던 악어이며 널리 분리 및 성가성 회염과 기타 문자와 궤도 두개골이 가진 골격을 통해 몸의 크기가 10~15m임을 측정했던 종이다. 로스트럼 끝에서 수프라시파탈까지 두개골의 전체 길이를 측정하면 크기가 3배까지 더 커지는 크기로 추정치가 생성된다. 그러나 악어 중 장밋빛 비율에서 볼 수가 있는 상당한 변화가 존재하기 때문에 후자의 측정은 아마 체질량의 길이를 추정하는 정확한 방법이 아니다. 하지만 이런 오차 범위가 존재함에도 그리포수쿠스는 역대에 존재했던 악어 중에서 가장 큰 악어 중에 하나라는 사실이 변하지 않는다. 측두골과 후수 뼈의 부족 및 잘 보존된 두개골과 홀로 타입 MUSU 987을 포함하여 길이 623.2 밀리미터의 크기로 측정이 가능한 종이다. 또한 상악과 하악에는 22개의 이빨이 존재하였고 눈이 원시 망원경과 흡사한 모습을 가졌기 때문에 이러한 상태의 발달은 가비알리스종과 수렴 진화의 사레임을 입증한다. 먹이로는 당시에 살았던 물고기들을 주로 포식했을 것으로 추정이 된다.

## 생존시기와 서식지와 화석의 발견
그리포수쿠스가 생존했던 시기는 신생대의 마이오세로 지금으로부터 약 2000만년전~700만년까지 살았던 종이다. 생존시기에는 주로 강, 늪, 얕은 연안에서 주로 서식했을 것으로 추정이 되는 종이다. 화석의 발견은 1885년에 최초로 고생물학자들에 의해 남아메리카에서 발견이 되었으며 그리포스쿠스의 화석이 발견된 남아메리카의 국가는 아르헨티나, 콜롬비아, 베네수엘라, 브라질, 페루, 아마존이 된다.

## 같이 보기
- 악어목
- 가비알과
- 파충류
- 화석